# Pilica (1856)
Pilica to parowy wiślany statek pasażerski Królestwa Polskiego (środkowej Wisły) o napędzie bocznokołowym. Razem ze statkami Narew i Niemen zbudowany na linię Warszawa-Zawichost.

## Dane
- armator: Spółka Żeglugi Parowej
- miejsce budowy: Warsztaty Żeglugi Parowej na Solcu w Warszawie
- maszyna parowa
  - moc: 40 KM
  - produkcja: Seraing, Belgia (wbudowana w Warszawie).

## Historia
- 1856 r. – rozpoczęcie służby
- 1871 r. – sprzedanie do Rosji.

## Literatura
- Witold Arkuszewski "Wiślane statki pasażerskie XIX i XX wieku".